# Município de Union (condado de Robeson, Carolina do Norte)
Localização da Carolina do Norte nos E.U.A.
O município de Union (em inglês: Union Township) é um localização localizado no  condado de Robeson no estado estadounidense da Carolina do Norte. 

## Geografia
O município de Union encontra-se localizado nas coordenadas 34° 32′ 43,41″ N, 79° 10′ 41,45″ O.